# Джоузеф Джастроу
Джоузеф Джастроу (на английски: Joseph Jastrow) е американски психолог, известен с откритията си в областта на експерименталната психология, експерименталния дизайн и психофизиката.

## Биография
Роден е на 30 януари 1863 година във Варшава, Полша. Завършва Пенсилванския университет. Той е един от първите учени, изучаващи еволюцията на езика, публикувайки статия по темата през 1886 г.
Джастроу работи над феномена на оптичните илюзии и редица добре известни илюзии (като Илюзия на Джастроу) са открити или популяризирани от неговата работа. През 1900 г., става президент на Американската психологическа асоциация.
Умира на 8 януари 1944 година в Стокбридж, щат Масачузетс, на 80-годишна възраст.

## Публикации
- Charles Sanders Peirce and Joseph Jastrow, 1885, On Small Differences in Sensation, Memoirs of the National Academy of Sciences, vol.3. p. 73 – 83.
- Time Relations of Mental Phenomena (1890)
- Epitomes of Three Sciences (1890)
- Fact and Fable in Psychology (1900)
- The Subconscious (1906)
- The Qualities of Men (1910)
- Character and Temperament (1914)
- „Charles Peirce as a Teacher“ in The Journal of Philosophy, Psychology, and Scientific Methods, v. 13, n. 26, December, 723 – 726 (1916). Google Books and text-string search.
- The Psychology of Conviction (1918)
- Wish and Wisdom: Episodes in the Vagaries of Belief (1935)
- Story of Human Error (1936)